# Hull (Georgia)
Hull is een plaats (city) in de Amerikaanse staat Georgia, en valt bestuurlijk gezien onder Madison County.

## Demografie
Bij de volkstelling in 2000 werd het aantal inwoners vastgesteld op 160.
In 2006 is het aantal inwoners door het United States Census Bureau geschat op 164, een stijging van 4 (2,5%).

## Geografie
Volgens het United States Census Bureau beslaat de plaats een oppervlakte van
0,9 km², geheel bestaande uit land. Hull ligt op ongeveer 244 m boven zeeniveau.

## Plaatsen in de nabije omgeving
De onderstaande figuur toont nabijgelegen plaatsen in een straal van 20 km rond Hull.